# Deutscher Nationalpreis
Deutscher Nationalpreis (Niemiecka Nagroda Narodowa, w skrócie Nationalpreis) – wyróżnienie przyznawane od 1997, z reguły corocznie, przez Niemiecką Fundację Narodową (Deutsche Nationalstiftung). Fundacja nagradza osoby prywatne oraz instytucje, które swoją działalnością przyczyniają się do integracji Niemiec, umacniania tożsamości i rozwoju kultury politycznej Niemców, budowania współpracy i jedności w Europie.
Nagroda wiąże się z dotacją o wartości do 75 000 euro, o której przeznaczeniu współdecyduje nagrodzony. Na przykład w 2007 r. nagrodę 50 tys. euro przyznano międzynarodowemu projektowi realizowanemu przez Ośrodek KARTA, który należy do stowarzyszenia EUSTORY, a 25 tys. euro przeznaczono na niemiecko-polski system stypendialny im. Fritza Sterna.

## Lista nagrodzonych
- 1997: Stowarzyszenie na rzecz Wsparcia Odbudowy Kościoła Marii Panny w Dreźnie (Gesellschaft zur Förderung des Wiederaufbaus der Frauenkirche Dresden e.V.)
- 1998: Wolf Biermann, Ekkehard Maaß(inne języki) i Jürgen Fuchs
- 1999: Heinz Berggruen(inne języki) i Heinz Bethge(inne języki)
- 2000: członkowie założyciele ruchu obywatelskiego „Aufbruch 89–Neues Forum” (Przełom 89-Nowe Forum) z 10 września 1989; dotację przekazano na rzecz Stowarzyszenia im. Roberta Havemanna (Robert-Havemann-Gesellschaft)
- 2001: Tadeusz Mazowiecki i Joseph Rovan(inne języki)
- 2002: Günter de Bruyn i Wolf Jobst Siedler(inne języki)
- 2003: Václav Havel
- 2005: Fritz Stern
- 2006: Szkoła Realna im. Herbert Hoovera (Herbert-Hoover-Schule) w Berlinie
- 2007: EUSTORY(inne języki)
- 2008: Florian Mausbach(inne języki), Günter Nooke(inne języki), Jürgen Engert(inne języki), Lothar de Maizière i Deutsche Gesellschaft e. V.(inne języki) jako inicjatorzy postawienia Pomnika Wolności i Zjednoczenia w Berlinie
- 2009: Erich Loest(inne języki), Monika Maron i Uwe Tellkamp[2]
- 2010: Karl Dedecius i Alfons Nossol jako budowniczowie porozumienia niemiecko-polskiego (deutsch-polnische „Brückenbauer”)[3]
- 2011: Gottfried Kiesow(inne języki)
- 2012: Canto Elementar[4]
- 2013: Jugendfeuerwehr
- 2014: Christoph Wonneberger(inne języki), Christian Führer(inne języki), Uwe Schwabe(inne języki) i Archiv Bürgerbewegung Leipzig e.V.[5]
- 2015: Neil MacGregor
- 2016: Volksbund Deutsche Kriegsgräberfürsorge(inne języki)
- 2017: Rafał Dutkiewicz[6]
- 2018: Rüdiger Safranski